# Vlado Gotovac

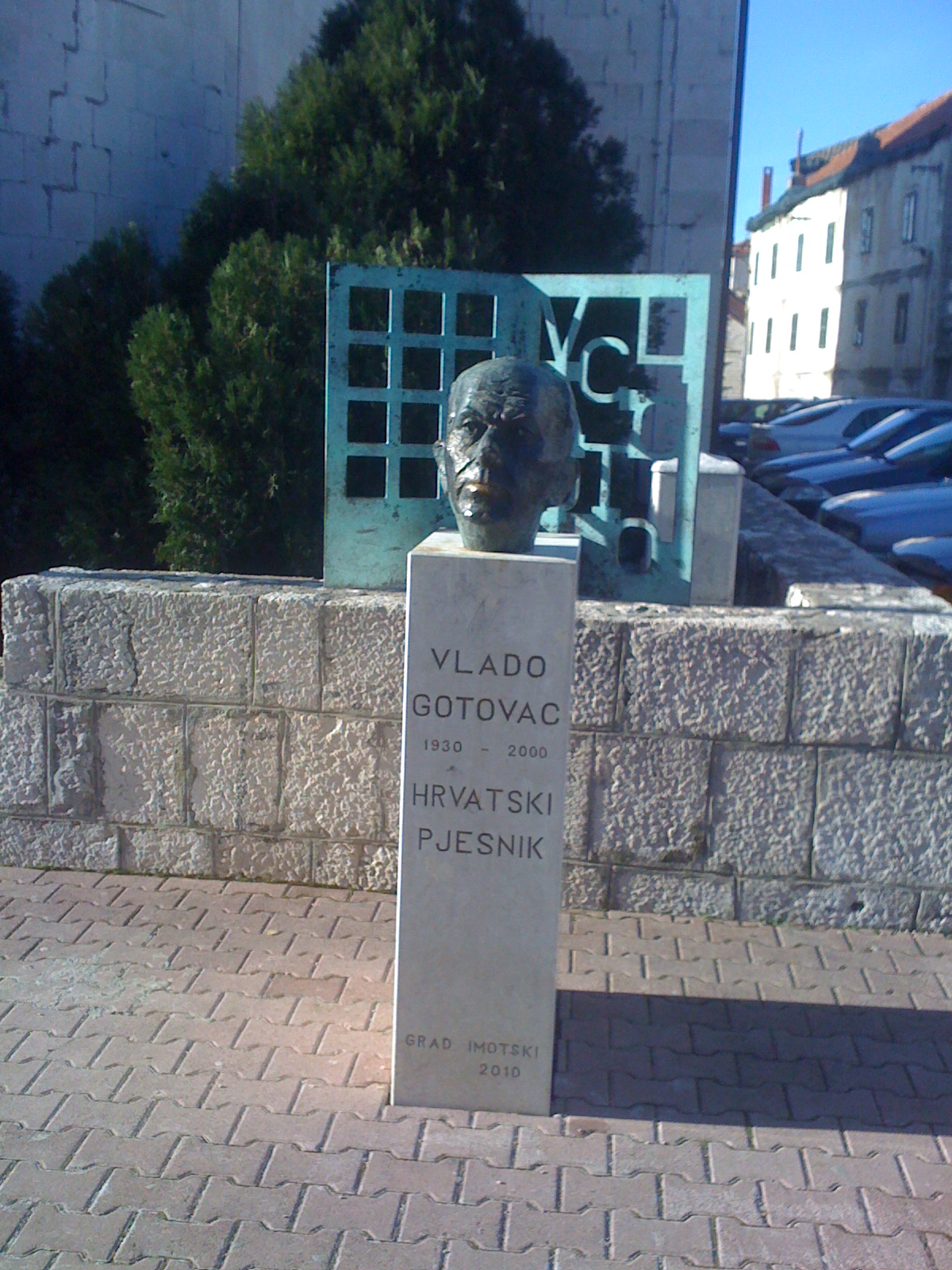
Pomnik Vlada Gotovaca

Vladimir „Vlado” Gotovac (ur. 18 września 1930 w Imotskim, zm. 7 grudnia 2000 w Rzymie) – chorwacki filozof, poeta, eseista, krytyk literacki i polityk.

## Życiorys
Ukończył studia filozoficzne na Uniwersytecie w Zagrzebiu. Po ukończeniu studiów pracował w radiu i telewizji, był także redaktorem pism „Razlog” i „Hrvatski tjednik”. Jako poeta debiutował w 1956 tomikiem Pjesme oduvijek. Za tomik poezji Crna kazaljka otrzymał w 1991 nagrodę im. Tina Ujevicia. W 1971 był aktywnym uczestnikiem Chorwackiej Wiosny, za co został skazany na karę czterech lat pozbawienia wolności.
W 1991 objął stanowisko przewodniczącego Maticy hrvatskiej, funkcję tę pełnił do 1996. Również w 1991 zasłynął przemową wygłoszoną na forum parlamentu w czasie protestów ludności przed kwaterą główną armii jugosłowiańskiej w Zagrzebiu; w swojej mowie zaatakował generałów, wysuwających groźby pod adresem Chorwatów. W 1992 uzyskał mandat deputowanego do parlamentu chorwackiego. Związany z Chorwacką Partią Socjalliberalną (HSLS), należał do aktywnych parlamentarnych krytyków systemu politycznego, stworzonego przez Franja Tuđmana. W 1996 stanął na czele HSLS, rok później wystartował w wyborach prezydenckich. W trakcie kampanii wyborczej na mityngu w Puli został zraniony przez oficera armii chorwackiej. W wyborach zajął trzecie (ostatnie) miejsce z wynikiem 17,6% głosów. Porażka spowodowała rozłam w HSLS, a Vlado Gotovac utworzył nowe ugrupowanie – Partię Liberalną, którą kierował do 2000. Zmarł w Rzymie w wyniku zapalenia wątroby.

## Tomy poetyckie
- 1956: Pjesme oduvijek
- 1961: Jeka
- 1965: Osjećanje mjesta
- 1966: Princip djela
- 1968: Približavanje
- 1970: Sporne sandale
- 1971: Sadržaj vjetra
- 1989: Zabranjena vječnost
- 1989: Moj slučaj
- 1990: Isto
- 1991: Crna kazaljka

## Odznaczenia
- Wielki Order Króla Dymitra Zwonimira (2000, pośmiertnie)[1]